# Michael Bartels
Michael Bartels (ur. 8 marca 1968 roku w Plettenbergu) – niemiecki kierowca wyścigowy.

## Kariera
Niemiec karierę rozpoczął od kartingu. Jego największym sukcesem w tej kategorii było wówczas mistrzostwo swojego kraju, w 1985 roku. Rok później już w pierwszym sezonie poważnej wyścigowej kariery został mistrzem Niemieckiej Formuły Ford 1600.
W roku 1991, dzięki dobremu sponsorowi, dostał szansę udziału w czterech wyścigach Formuły 1, w zespole Lotusa, w zastępstwie Brytyjczyka Johnny'ego Herberta. Słabe osiągi, zarówno kierowcy, jak i bolidu, spowodowały, że Bartels ani razu nie zdołał zakwalifikować się do wyścigu. Po tym sezonie Niemiec całkowicie stracił kontakt z najlepszą serią wyścigową na świecie.
W latach 1990–1993 Michael startował w Międzynarodowej Formule 3000, gdzie Jego najlepszą pozycją końcową, było 4. miejsce.
Po tym sezonie przeniósł się do serii DTM, gdzie radził sobie przyzwoicie. W tej samej kategorii ("Touring Car") zwyciężył w prestiżowym wyścigu o Grand Prix Makau, w 1999 roku.
W latach 2000–2001 Niemiec zwyciężał w prestiżowym długodystansowym wyścigu – 24 Godziny Nürburgring, dosiadając samochód Porsche 911 GT3 oraz Chrysler Viper GTS-R, natomiast w latach 2005–2006 oraz 2008 w 24-godzinnym wyścigu o Spa-Francorchamps, w Maserati CM 12.
Michael poza udziałem w wyścigach całodobowych, z sukcesem startuje w FIA GT, gdzie w 2005 i 2008 roku został mistrzem. W obu przypadkach partnerował mu Włoch, Andrea Bertolini, w zespole Vitaphone Racing.